# 不戒和尚
不戒和尚，金庸小說《笑傲江湖》角色。儀琳父親。為一個武功高强、身材魁梧但不愛守清規律例的和尚。

## 簡介
不戒和尚原本是屠夫，後來愛上了一個尼姑（後來的啞巴婆婆），為了追求她而出家，兩人生下儀琳，生下儀琳後，卻被妻子誤會他调戲女人，因而捨他而去，最後不戒找遍天下的尼姑庵，也找不到妻子。
不戒和尚因知道女兒儀琳深愛主角令狐沖，曾為受重傷的令狐沖注入兩道真氣，以鎮壓令狐沖體內的六道真氣，減輕其痛楚，但求好心切卻不得章法，加入兩道真氣後反而令令狐沖更痛苦。
為了解決女兒相思令狐沖之苦，不戒和尚亦曾脅迫田伯光去華山請令狐沖到恆山見儀琳，但田伯光劍法上無法勝過令狐沖，因此不成功。
令狐沖當上恆山派掌門後，不戒和尚知道令狐沖被人家背後譏笑，因而迫田伯光當和尚，替他取法號「不可不戒」，與其一同加入恆山派。
他武功甚高，四十招内擒拿田伯光，轻功更是胜过以轻功见长的田伯光一筹。

## 外部連結
- 吳靄儀. . 香港: 次文化有限公司. 2008年10月. ISBN 9789629921972.
- 倪匡. . 香港: 明窗出版社. 1997年. ISBN 9789623579810.

1. ↑  https://wx.tianyabooks.com/book/xiaoaojianghu/154.html笑傲江湖-掌门%5B%5D